# Apple Watch Ultra 2
L'Apple Watch Ultra 2 est la deuxième génération de la gamme Apple Watch Ultra. Elle est présentée durant la keynote d'Apple du 12 septembre 2023 en plus de la nouvelle Series 9. 
Cette nouvelle version de la montre connectée est toujours conçue pour les sports extrêmes avec le même boîtier robuste de 49 mm que la première génération. Celui-ci est maintenant fabriqué à partir de titane recyclé à 95 %.

## Description
L’Apple Watch Ultra dispose, comme la Série 9, du nouveau processeur S9 basé sur l'architecture du processeur Apple A15 Bionic, avec une gravure en 4 nanomètres. Celui-ci contient un Neural Engine à 4 cœurs qui traite les tâches d'apprentissage automatique jusqu'à deux fois plus rapidement que la première Apple Watch Ultra. Elle dispose également d'un capteur de fréquence cardiaque plus précis de 3ᵉ génération, d'un stockage doublé (64 Go contre 32 précédemment), d'une puce Ultra-wideband (UWB) de deuxième génération pour la localisation et d'un écran plus lumineux (jusqu'à 3 000 nits). En conditions de faible éclairage, la montre peut descendre la luminosité à 1 nit. Le mode nuit est toujours disponible sur ce modèle, il permet de rendre l'écran rouge pour minimiser la fatigue oculaire dans l'obscurité.

## Logiciel
La montre d'Apple embarque watchOS 10 qui offre de nouveaux cadrans (Analogique solaire et Modulaire ultra), un système de Widgets, et la fonction double-tap. Celle-ci permet de contrôler la montre en tapant simplement deux fois sur l'index et le pouce. Il est par exemple possible avec ce geste de répondre facilement à un appel, de mettre en pause la musique ou encore d'arrêter une alarme.

## Version 2024
Le 9 septembre 2024, Apple ne dévoile pas de successeur pour l’Apple Watch Ultra 2, mais propose une nouvelle version en titane noir ainsi qu’un modèle Apple Watch Hermès Ultra.
La détection de l'apnée du sommeil devient disponible sur ce modèle avec une mise à jour logicielle de watchOS.